# GO☆マキ
ごとーまき（後藤マキ、1973年7月19日 - ）は、日本のレゲエシンガー、ダンサー、振付師、音楽プロデューサー、宮崎県在住の起業家である、Real Steppers Production代表。日南市公認ふるさとPRアイドル『ボニート×ボニート』プロデューサー。宮崎県宮崎市出身。愛知文教女子短期大学 卒業。身長156cm、血液型O型。

## 来歴
多くの肩書・資格を持つ。Real Steppers Production代表、振付師、ボーカルトレイナー、アイドルプロデューサー、作詞作曲家、ZUMBAインストラクター、厚生省公認HIPHOPダンス基本技能指導士、幼児体育指導士、バーレスクダンス指導、親子リトミック講師、幼児・キッズダンス講師、元幼稚園教諭、空手道初段、書道8段、UMK AI&TAIダンス指導、デザイナー、Reggaeシンガー&ダンサー『MASTERBASSON』。
1973年7月19日に宮崎県宮崎市で900年続く恒久神社の宮司をする祖父の家に生まれる。父はカワイエレクトン奏者、母はカワイピアノ講師と幼稚園教諭の家で育った。2人姉妹の長女。
小学校から高校までピアノ、習字、空手を習い事をする。高校からダンス、バンドを始めて、高校1年のとき両親が離婚。経済的に苦しいなか名古屋の愛知文教女子短期大学幼児教育学科へ進学。朝、で働き、昼は学業、夜はショーダンサーとして出演。卒業時に幼稚園免許を取得した。
1993年（20才）のとき東海道歌謡曲選手権で優勝。21才で宮崎に帰省して国富幼稚園の教諭をしながら30才まで地元宮崎のクラブショーダンサーとして活躍。24才でバイク事故で右足開放骨折、医師から歩けなくなると重症と診断されたものの1年の車椅子生活、1年のリハビリを経てステージに復帰。
1998年（25才）でレゲエシンガーとしてプロデビュー。シストレンレーベルよりコンピアルバムCDに参加。レゲエシンガー・PUSHIMに呼ばれて東京ハーレムのステージに参加。プロダンサーとしても多くの野外フェスに参加した。28才でレゲエダンサーチーム『MASTER BASSON（マスターベースオン）』を結成。レゲエダンスチーム【ONE&G】プロデュースのDVDに参加。自ら作詞作曲を担当。またレゲエシンガー『MANAMI&MAKI』という2人ユニットとしても活動。1stシングル『BAN BAN 1 BAN』を発売。
2003年（30才）で結婚、出産を機に脱退。その後、2児の子宝に恵まれて大分、福岡に移住。ダンスから一時離れるが、ダンスを通じて人見知りだった子が人前で話し始め、笑わなかった子がニコニコするのが嬉しかったのが理由で再び福岡粕屋町にてダンススクールを始める。37才のときに宮崎県宮崎市にダンススクールReal Steppers productionを設立。41才のとき日南油津でダンススクールを始めた。日南市を選んだ理由は、祖母が日南市目津井出身という縁もあり“昔からおばあちゃんっ子だったGO☆マキは祖母の喜ぶ顔を見たい”と発起。宮崎県ご当地アイドル『MKM-ZERO』のダンス講師を担当することを皮切りに自らプロデュース業を始めた。
2021年現在、『ボニート×ボニート』『マゴッチ』『mowmow』『タニーブラザーズ』『SUPER K』の5組をプロデュース。宮崎市、日南市・油津、飫肥の3拠点でレッスン。『HIP HOP』『ジャズ』『ロック』『レゲエ』『バーレスク』『ズンバ』『ヨガ』を教えている。

## 略歴
- 1985年、宮崎市立赤江小学校 卒業
- 1988年、宮崎市立赤江中学校 卒業
- 1991年、宮崎県立宮崎商業高等学校 卒業
- 1992年、名古屋ダンス養成所にて基礎を学ぶ（～1993年）
- 1993年、愛知文教女子短期大学・幼児教育学科 卒業
- 1993年、幼稚園二種免許取得、国富幼稚園勤務
- 1994年、日本幼児体育指導者2級取得
- 1995年、ダンスチーム「Colors」結成、505ダンスコンテスト優勝
- 1998年、レゲエシンガーとしてプロデビュー
- 2001年、レゲエダンスチーム「MASTER(BASS)ON」結成、第1回九州レゲエクイーンコンテスト優勝
- 2001年、NE＆Gプロダクション（東京）所属 DVD：one＆g.Reggae dance[1],[2],[3] 出演
- 2005年、福岡県粕屋町子育て支援事業で「Danceリトミック」開講
- 2009年、福岡「よさこいダンスチーム」振付指導
- 2011年、宮崎市公民館講座「親子ストリート、親子でおどろう」講師
- 2011年、ZUMBAインストラクター取得、ZUMBAオリジナルクラス開講
- 2011年、かみむらスポーツ キッズダンス「初級」「中級」コース講師 就任
- 2011年、宮崎県ご当地アイドルグループ「MKM-ZERO」振付指導、舞台プロデュース
- 2014年、日南市油津「ボニート×ボニート」プロデュース
- 2015年 パチンコオーパス CM振付け
- 2017年 JR日南線利用促進連絡協議会　『MY 日南線』振付け
- 2018年10月18日、﨑田恭平・日南市長から日南市初の公認アイドル『日南市ふるさとPR公認アイドル』としてボニートボニートが任命される[3]
- 2019年9月 大堂津音楽祭1 主催
- 2020年3月 大堂津音楽祭2 主催
- 2021年12月 企業警備保障 CM振付け
- 2021年 鹿児島県観光大使 『SOUTHERN★CROSS』振付け レッスン担当
- 2021年 鹿児島県観光大使 『SOUTHERN★CROSS』 【奄美賛歌～ガジュマルの下で待ってるよ～】振付け
- 2021年10月 国土交通省 大淀川リビング ステージプロデュース
- 2022年5月 国土交通省 大淀川リビング ステージプロデュース
- 2022年 餃子の丸岡 CM振付け （篠原信一）
- 2022年 堀江貴文ホリエモン宮崎講演会にて 質問登壇
- 2022年 夢グルメキッチンカーフェス ステージプロデュース
- 2022年 えれこっちゃ 宮崎 アイドルステージプロデュース

## 人物
- 趣味は16才から続けているサーフィン、ボディーボード、毎朝波に乗っている。ダイビングは一流の腕前でオープンウォーターの資格を持っている。沖縄、プーケットによく足を運んでいます。普段が金髪で短髪サングラスなので風貌が怖く誤解されるが、金髪は白髪隠し、サングラスはサーフィンで目が焼けてしまい太陽の直射光が痛く、短髪は汗かきのためダンスをするとき面倒という理由。性格は人懐っこい[1]。
- 作詞・作曲・デザインも趣味で、ボニート×ボニートのオリジナル曲『じゅんびはいーか！』『泣いて笑ってまた明日』『南へGYO』の作詞・作曲・ジャケットデザイン・グループロゴは自分で手掛けている[1]。
- 好きなものはadidass originals、BIGBANG・V.I。好きな四字熟語は『確呼不動（かっこふどう）』。意志や精神がしっかりして、ものに動じないこと。物心ついた頃から尊敬する祖父に教わった言葉[1]。
- テレビ番組のインタビューで「楽しいところに人は集まる、だから私は楽しいところを作って人を集める、それがモットウなのです」と言及[4]。

## 作品

### シングル
- MANAMI&MAKI
  - BAN BAN 1 BAN（歌）　※シストレンレーベル
- ボニート×ボニート
  - じゅんびはいーか!!（作詞・作曲）　※フジテレビ系「魔女に言われたい夜〜正直過ぎる品定め〜」(MC 麒麟・川島明) 2018年5月度エンディングテーマ
  - 泣いて笑ってまた明日（作詞・作曲）
  - 南へGyo（作詞・作曲）
  - スマイルパラダイス

## プロデュース
- ボニート×ボニート - 宮崎県日南市公認ふるさとPRアイドル[5]
- MAGOCCI(まごっち) - 油津商店街で育ったボニート×ボニートのお姉さん達に憧れて集まった未就学児の女の子ユニット
- バーレスクMiyazaki - 宮崎初のバーレスクチーム。GO☆マキ自身もメンバー一員
- TUNNY BROTHERS!（タニーブラザーズ） - TUNNY【鮪（マグロ）】のPRユニット
- Az del abelto
- MKM-ZERO（2011年～2018年）　※振付師、舞台演出
- SUPER K - 宮崎市発K-POP男性ユニット[6]

## 出演

### イベント
- 東京晴海埠頭野外レゲエ祭
- 沖縄山原レゲエ祭
- 徳島レゲエ祭
- 北九州音楽レゲエ祭
- 宮崎レゲエ祭
- 熊本 宇都マリーナ音楽祭

### 新聞
- tempo（ジャカルタ）[7]

### テレビ
- 探偵!ナイトスクープ（ABC朝日放送) 　ANA国際線にて放映 DVDBOX
- らぶちぇん（中京テレビ）
- 窓をあけて九州（福岡RKB、宮崎MRT、長崎NBC、熊本RKK、大分OBS、鹿児島MBC）[2]

### ウェブ
- 日南テレビ![4]